# (14997) 1997 VD4
(14997) 1997 VD4 là một tiểu hành tinh vành đai chính. Nó được phát hiện bởi Seiji Ueda và Hiroshi Kaneda ở Kushiro, Hokkaidō, Nhật Bản, ngày 1 tháng 11 năm 1997.